# Henri Jokiharju
Henri Jokiharju, född 17 juni 1999, är en finländsk professionell ishockeyback som spelar för Buffalo Sabres i National Hockey League (NHL).
Han har tidigare spelat för Chicago Blackhawks i NHL; Rockford Icehogs i American Hockey League (AHL) samt Portland Winterhawks i Western Hockey League (WHL).
Jokiharju draftades av Chicago Blackhawks i första rundan i 2017 års draft som 29:e spelare totalt.
Han är son till Juha Jokiharju, som spelade bland annat för AIK Ishockey på mitten av 1990-talet.

## Statistik
| 2016–2017  | Portland Winterhawks | WHL        | 71  | 9  | 39 | 48  | 38  | 11 | 0 | 3 | 3  | 4 |
| 2017–2018  | Portland Winterhawks | WHL        | 63  | 12 | 59 | 71  | 14  | 12 | 3 | 5 | 8  | 2 |
| 2018–2019  | Chicago Blackhawks   | NHL        | 38  | 0  | 12 | 12  | 16  | —  | — | — | —  | — |
|            | Rockford Icehogs     | AHL        | 30  | 2  | 15 | 17  | 14  | —  | — | — | —  | — |
| 2019–2020  | Buffalo Sabres       | NHL        | 69  | 4  | 11 | 15  | 32  | —  | — | — | —  | — |
| 2020–2021  | Buffalo Sabres       | NHL        | 46  | 3  | 5  | 8   | 4   | —  | — | — | —  | — |
| 2021–2022  | Buffalo Sabres       | NHL        | 60  | 3  | 16 | 19  | 20  | —  | — | — | —  | — |
| 2022–2023  | Buffalo Sabres       | NHL        | 60  | 3  | 10 | 13  | 30  | —  | — | — | —  | — |
| 2023–2024  | Buffalo Sabres       | NHL        | 74  | 3  | 17 | 20  | 24  | —  | — | — | —  | — |
| 2024–2025  | Buffalo Sabres       | NHL        | 39  | 1  | 3  | 4   | 12  | —  | — | — | —  | — |
| NHL totalt | NHL totalt           | NHL totalt | 386 | 17 | 74 | 91  | 138 | —  | — | — | —  | — |
| WHL totalt | WHL totalt           | WHL totalt | 134 | 21 | 98 | 119 | 52  | 23 | 3 | 8 | 11 | 6 |

### Internationellt
| Källa: Uppdaterad: 2025-02-14 | Källa: Uppdaterad: 2025-02-14 | Källa: Uppdaterad: 2025-02-14 |         | Utv = Utvisningsminuter | Utv = Utvisningsminuter | Utv = Utvisningsminuter | Utv = Utvisningsminuter | Utv = Utvisningsminuter |
| År                            | Lag                           | Mästerskap                    | Matcher | Mål                     | Assists                 | Poäng                   | Utv                     |                         |
| ----------------------------- | ----------------------------- | ----------------------------- | ------- | ----------------------- | ----------------------- | ----------------------- | ----------------------- | ----------------------- |
| 2015                          | Finland                       | Ivan Hlinka                   | 5       | 0                       | 2                       | 2                       | 0                       |                         |
| 2016                          | Finland                       | U18-VM                        | 7       | 0                       | 3                       | 3                       | 10                      |                         |
| 2018                          | Finland                       | JVM                           | 5       | 2                       | 2                       | 4                       | 2                       |                         |
| 2019                          | Finland                       | JVM                           | 7       | 2                       | 3                       | 5                       | 2                       |                         |
| 2019                          | Finland                       | VM                            | 10      | 0                       | 3                       | 3                       | 2                       |                         |
| 2025                          | Finland                       | 4 Nations                     | 1       | 1                       | 0                       | 1                       | 0                       |                         |
| Junior totalt                 | Junior totalt                 | Junior totalt                 | 24      | 4                       | 10                      | 14                      | 14                      |                         |
| Senior totalt                 | Senior totalt                 | Senior totalt                 | 11      | 1                       | 3                       | 4                       | 2                       |                         |